# Adrasto (hijo de Mérope)
Adrasto, caudillo troyano, hijo de Mérope, rey de Percote, y hermano de Anfio.
Junto con su hermano, marchó a la Guerra de Troya (a pesar de las súplicas de su padre, un vidente, que podía prever que la muerte los esperaba en el campo de batalla). Iban ambos al frente de una fuerza militar proveniente de las ciudades de Adrastea, Apeso, Pitiea y el escarpado monte de Terea.
En la lucha, es derribado por Menelao quien lo hace prisionero esperando obtener un buen rescate. Pero Agamenón le reprocha su piedad hacia un troyano. Menelao cambia entonces de opinión, suelta a Adrasto y Agamenón lo ensarta con su lanza dándole muerte. Sin embargo, en otro lugar de la Iliada, Homero atribuye a Diomedes la muerte de Adrasto y de su hermano Anfio.
La villa de Adrastea (Propóntide) le debe el nombre.